# 大苞偏穗花
大苞偏穗花（学名：Keiskea macrobracteata），又名大萼霜桂花草，为唇形科香简草属下的一个种。